# Taczanowskia
Taczanowskia là một chi nhện trong họ Araneidae.